# Cyclophyllum caudatum
Cyclophyllum caudatum là một loài thực vật có hoa trong họ Thiến thảo. Loài này được (Valeton) A.P.Davis & Ruhsam mô tả khoa học đầu tiên năm 2005.